# 小笠原村ケーブルテレビ
小笠原村ケーブルテレビ（おがさわらむらケーブルテレビ）は、東京都小笠原村にある村営のケーブルテレビ局である。

## 概要
村独自のチャンネルを含むテレビ放送の送信、およびインターネット接続事業を行っている。
小笠原村は地理的制約により地上デジタルテレビ放送の中継局が設置されていないため、同放送を視聴するにはこのケーブルテレビに必ず加入する必要がある。放送は八丈中継局の電波を八丈島内で受信し、海底ケーブルによって小笠原に送信しているもので、いわゆる「デジ・アナ変換」のサービスも実施している。
沿革
小笠原村では、従前から村も関与した組合によるケーブルテレビが存在したものの、2011年（平成23年）7月24日の地上波テレビ完全デジタル化に際し、村内のテレビ放送受信をどうするかが大きな問題となった。またそれまで通信衛星に依っていたインターネット回線網の高速化も課題であった。
そこで既に本土との海底ケーブルが敷設されていた八丈島との間に、テレビ放送の送信およびインターネット接続を兼ね備えた海底ケーブルを新設し、村内の既存の有線光ファイバー網と接続することとなった。海底ケーブルは2010年（平成22年）に敷設され、小笠原村ケーブルテレビは同年1月31日に総務省から設置が許可され、2011年5月に試験放送を開始、7月1日から正式運用となった。同時にインターネット接続は光ファイバーに切り替えられ、旧来のケーブルテレビ組合は解散された。

## 所在地
- 東京都小笠原村父島字西町

## サービスエリア
東京都小笠原村のうち父島及び母島

## 主な放送チャンネル

### 地上波テレビ局
| デジタル | 物理チャンネル | 放送局                     |
| -------- | -------------- | -------------------------- |
| D011-012 | 40ch           | NHK東京総合                |
| D021-023 | 38ch           | NHKEテレ東京               |
| D041-042 | 30ch           | 日本テレビ                 |
| D051-053 | 37ch           | テレビ朝日                 |
| D061-062 | 32ch           | TBSテレビ                  |
| D071-073 | 39ch           | テレビ東京                 |
| D081-083 | 34ch           | フジテレビ                 |
| D091-093 | 41ch           | TOKYO MX                   |
| D111     | 43ch           | 小笠原村自主放送チャンネル |

- 小笠原村自主放送チャンネル以外は、八丈中継局の電波が同一周波数パススルー方式で配信されるため、送信される物理チャンネルも八丈中継局と同じチャンネルで、自主放送チャンネルを含めて国内他地域同様の市販の地上デジタル放送対応チューナーなどで受信できる。
- 八丈中継局で送信していないテレビ放送の区域外再放送には対応していない。またラジオ局の再送信も行っていない。

### 衛星波テレビ局
| 代表ch番号 | 局名         |
| ---------- | ------------ |
| BS101      | NHK BS       |
| BS141      | BS日テレ     |
| BS151      | BS朝日       |
| BS161      | BS-TBS       |
| BS171      | BSテレビ東京 |
| BS181      | BSフジ       |
| BS211      | BS11デジタル |
| BS222      | TwellV       |

- NHK以外の有料衛星放送は送信対象外で、村内での視聴にはBS・110度CSパラボラアンテナの設置および事業者との契約が別途必要となる[5]。
- 無料放送[注釈 1]の中でも放送大学学園は送信対象外で、村内での視聴にはアンテナの設置が必要である。

## 料金
テレビは2011年7月、ネットは同年8月以降。
テレビ
一律1,500円（世帯・事業所単位）
元CATV組合員には割引の経過措置有り。
インターネット
- 事業所　9,000円
- 一般　4,000円